# پایگاه شکاری چارلستن
پایگاه شکاری چارلستن (به انگلیسی: Joint Base Charleston) یک فرودگاه است . این فرودگاه در کشور ایالات متحده آمریکا قرار دارد .